# Oskar Danon
Oskar Danon (Sarajevo, 7 febbraio 1913 – Belgrado, 18 dicembre 2009) è stato un compositore e direttore d'orchestra bosniaco.

## Biografia ed educazione
Oskar Danon è nato nel 1913 a Sarajevo, all'epoca Impero austro-ungarico ma oggi Bosnia ed Erzegovina. Ha studiato musica nel Regno di Jugoslavia e Praga, Cecoslovacchia, dove ha ottenuto il dottorato di ricerca in musicologia.

## Carriera
Ha lavorato come direttore a Sarajevo, e dopo la seconda guerra mondiale è diventato direttore del Teatro Nazionale dell'Opera di Belgrado dal 1944 al 1965 e capo direttore della Slovenian Philharmonic Orchestra dal 1970 al 1974. È stato anche direttore della Belgrade Philharmonic Orchestra. Con queste orchestre si è esibito sia in Jugoslavia che all'estero.

## Carriera da insegnante
Oskar Danon è stato professore alla Belgrade Music Academy.

## Riconoscimenti e onorificenze
A Danon è stato assegnato l'October Award della città di Belgrado per la sua carriera da direttore e anche l'AVNOJ Award nel 1970.

## Affiliazioni
Danon è stato membro e presidente della Association of Musical Artists of Serbia.

## Morte
È morto a Belgrado, Serbia, il 18 dicembre 2009, all'età di 96 anni.

## Discografia parziale
- Glinka: Ivan Susanin, or A Life for the Tsar - Oskar Danon/Maria Glavachevich/Militza Miladinovich/Ivan Murgashki/Drago Startz/Bogolub Grubach/Vladeta Dimitrievich/Miro Changalovich/Yugoslav Army Chorus/Belgrade National Opera Orchestra, 1955 Naxos
- Tchaikovsky, P.I.: Eugene Onegin - Oskar Danon/Alexander Veselinovich/Valeria Heybalova/Dushan Popovich/Melanie Bugarinovich/Biserka Tzveych/Drago Startz/Miro Changalovich/Belgrade National Opera Orchestra/Stepan Andrashevich/Ilya Gligorievich/Belgrade National Opera Chorus/Mira Vershevich, 1956 Naxos
- Borodin, A.: Prince Igor - Oskar Danon/Valeria Heybalova/Dushan Popovich/Drago Petrovich/Melanie Bugarinovich/Biserka Tzveych/Belgrade National Opera Orchestra/Belgrade National Opera Chorus/Noni Zhunetz/Zharko Tzveych, 1955 Naxos